# Georg Böhm (Steinmetz)
Georg Böhm (* 31. Dezember 1789 in Frauenreith, Böhmen; † 11. Februar 1853 in Schönbrunn) war ein Steinmetz-Meister.

## Biographie
Böhm lebte in der ersten Hälfte des 19. Jahrhunderts in Schönbrunn. Eine Vielzahl von originellen Steinskulpturen von Steinmetzmeister Georg Böhm sind bis heute im Okres Tachov in Tschechien erhalten geblieben. In seinem Geburtsort Frauenreith wurde die Statue des Hl. Johann Nepomuk aus dem Jahre 1830 von ihm geschaffen.